# Discoporella depressa
Discoporella depressa är en mossdjursart som först beskrevs av Conrad 1841.  Discoporella depressa ingår i släktet Discoporella och familjen Cupuladriidae.
Artens utbredningsområde är Mexikanska golfen. Inga underarter finns listade i Catalogue of Life.